# Attenuata cochlearella
Attenuata cochlearella är en snäckart som först beskrevs av Powell 1937.  Attenuata cochlearella ingår i släktet Attenuata och familjen Rissoidae. Inga underarter finns listade i Catalogue of Life.